# Monforte de Moyuela
Monforte de Moyuela – gmina w Hiszpanii, w prowincji Teruel, w Aragonii, o powierzchni 47,74 km². W 2011 roku gmina liczyła 63 mieszkańców.